# فتاة شقراء مع وردة
فتاة شقراء مع وردة هي لوحة زيتية للرسام الفرنسي أوجست رينوار.